# Antonio Gallego Abril
Antonio Gallego Abril va ser un militar espanyol que va lluitar en la Guerra civil espanyola a favor de la República.

## Biografia
El juliol de 1936 estava retirat del servei amb el rang de capità, i residia en Madrid.
A mitjan 1937 (en el mes de juny o finals d'abril) ja està amb el grau de comandant i substitueix al també comandant Enrique García Moreno com a cap de la 80a Brigada Mixta. Abans de finalitzar l'any serà reemplaçat pel comandant Carlos Cuerda Gutiérrez.